# Kostel svatého Stanislava (Měrunice)
Kostel svatého Stanislava je římskokatolický farní kostel v Měrunicích v okrese Teplice zasvěcený svatému Stanislavovi z Krakova. Od roku 1971 je chráněn jako kulturní památka. Původně gotický kostel stojí v jižní části vesnice. Dochovanou podobu získal během empírové přestavby na počátku devatenáctého století.

## Stavební podoba
Jednolodní kostel s obdélným půdorysem má polygonální presbytář podepřený opěráky, k jehož severní straně je připojena sakristie. Nad západní průčelí, které zdůrazňují pilastry a trojúhelníkový štít, vybíhá hranolová věž. Loď je zaklenutá plackovými klenbami, které dosedají na pilastry. Dva pilíře podepírají podklenutou kruchtu. V presbytáři byla použita křížová klenba s paprsčitým závěrem. Interiér osvětlují půlkruhově ukončená okna v lodi a lomená gotická okna v presbytáři. Do sakristie se vstupuje gotickým portálkem z presbytáře.

## Zařízení
Hlavní oltář z doby okolo roku 1730 je barokní. Zdobí ho soudobý obraz patrona, sošky svatého Jana Nepomuckého a svatého Floriána a plastika Nejsvětější Trojice v nástavci. Doplňují ho dva protějškové oltáře zasvěcené Nejsvětějšímu Srdci Páně a Panně Marii z doby před rokem 1700. Sochy jejich patronů jsou však mladší. Uvnitř se nachází ještě pozdně gotická křtitelnice, kazatelna z devatenáctého století a nečitelný náhrobník z konce šestnáctého století.